# Hontianske Trsťany
Hontianske Trsťany (maďarsky Hontnádas) jsou obec na Slovensku v okrese Levice. Nachází se zde římskokatolický barokní kostel sv. Bartoloměje. Obec má 316 obyvatel, hustota zalidnění je 20,33 obyvatel na km2. Velká část obyvatelstva se zde hlásí k maďarské národnosti. K obci patří samoty Hlina a Rovne.

## Historie
První písemná zmínka o obci je z roku 1245, kdy byla uváděna jako Nadasd. V roce 1267 byla uváděna jako Nadost a v roce 1773 byla zmiňována jako Nadoschany. Od roku 1920 zněl úřední název obce Nadošany, od roku 1948 Tekovské Trsťany a od roku 1974 Hontianske Trsťany.